# 228 (число)
228 (Дві́сті два́дцять ві́сім) — натуральне число між 227 та 229.
- 228 день в році — 16 серпня (у високосний рік 15 серпня).

## У математиці
- 4447.

## В інших галузях
- 228 рік, 228 до н. е.
- В Юнікоді 00E4  16  — код для символу «a» (Latin Small Letter A With Diaeresis).
- NGC 228 — галактика в сузір'ї Андромеда.
- 228 Агата — астероїд, що був відкритий Йоганном Палізою 19 серпня 1882 року.